# جستين ديلي
جستين ديلي (بالإنجليزية: Justin Deeley)‏ مواليد 1 فبراير 1986 في لويفيل، الولايات المتحدة، هو ممثل أمريكي بدأ مسيرته الفنية سنة 1999.

## الأعمال

### أفلام
- خلوة أزواج (2009)

### مسلسلات
- فيكتوريوس
- 90210
- دروب ديد ديفا
- اخشوا الموتى السائرون

## روابط خارجية
- جستين ديلي على موقع IMDb (الإنجليزية)
- جستين ديلي على موقع ألو سيني (الفرنسية)
- جستين ديلي على موقع أول موفي (الإنجليزية)
- جستين ديلي على موقع قاعدة بيانات الفيلم (الإنجليزية)
- جستين ديلي على موقع كينوبويسك (الروسية)